# Luvunga
Luvunga es un género con doce especies de plantas de flores perteneciente a la familia Rutaceae. 

## Especies seleccionadas
- Luvunga borneensis
- Luvunga calophylla
- Luvunga eleutherandra
- Luvunga minutiflora
- Luvunga monophylla
- Luvunga motleyi
- Luvunga nitida
- Luvunga papuana
- Luvunga philippinensis
- Luvunga sarmentosa
- Luvunga scandens
- Luvunga tavoyana